# Johannes Beeskow
Johannes Beeskow (* 21. Mai 1911 in Berlin; † 14. Juni 2005 in Bad Neuenahr) war ein deutscher Karosseriebauer.

## Lehrjahre und Tätigkeit bei Neuss
Karl Trutz, Inhaber der 1857 gegründeten Karosseriefirma Wagenfabrik Jos. Neuss in Berlin-Halensee, stellte Beeskow 1925 als Lehrling an. Zusätzlich besuchte Beeskow noch fünf Semester das Abendstudium an der Berliner Karosserie-Lehranstalt. Das Gesellenstück, für das er auch den Staatspreis der Handelskammer bekam, war ein 10/40-PS-Opel mit viersitzigem Cabriolet-Aufbau.
Als Formengestalter arbeitete er nun im Konstruktionsbüro bei Neuss. Neben der sportlichen Karosserie für einen Bugatti, dem Maybach 12 für Werner von Siemens und einem Austro-Daimler ADR Cabrio waren es noch viele andere Einzelanfertigungen.

## Konstruktionschef bei Erdmann & Rossi
Bereits 1932 hatte Beeskow noch als freier Mitarbeiter Aufträge wie etwa ein zweisitziges Steyr-Cabriolet für den Luxuskarosseriebauer Erdmann & Rossi ausgeführt, 1933 übernahm Erdmann & Rossi dann Neuss, Erdmann-Boss Friedrich Peters machte Beeskow zum Konstruktionschef und ließ ihn hunderte von Sonderkarosserien in großer Bandbreite entwerfen, von konservativen Pullman-Limousinen bis zu eleganten Reisecabriolets und Sportwagen. Peters und Beeskow teilten aber auch ein Faible für stromlinienförmige Fahrzeuge. Noch im gleichen Jahr 1933 erregte Beeskow mit einem aerodynamischen Umbau eines Mercedes-Benz Typ 170, zudem noch in eigenwilliger Farbkombination goldmetallic mit moosgrünen Sitzen, auf der damals Internationale Autobil- und Motorradausstellung genannten Fachmesse die Gemüter. Zuspruch und heftige Ablehnung hielten sich die Waage, Mercedes zwang Erdmann, den Stern vom Kühler zu entfernen und ein Ersatzlogo anzufertigen. Bis 1939 liefen die Geschäfte glänzend, der Krieg bedeutete aber das Ende der Luxusumbauten und Erdmann und Rossi kam auch nach 1945 nach Zerstörung des Werksgeländes, Insellage der Stadt und schwieriger Wirtschaftslage nicht mehr auf die Beine, so dass Beeskow abwanderte.

## Nachkriegszeit bis 1956

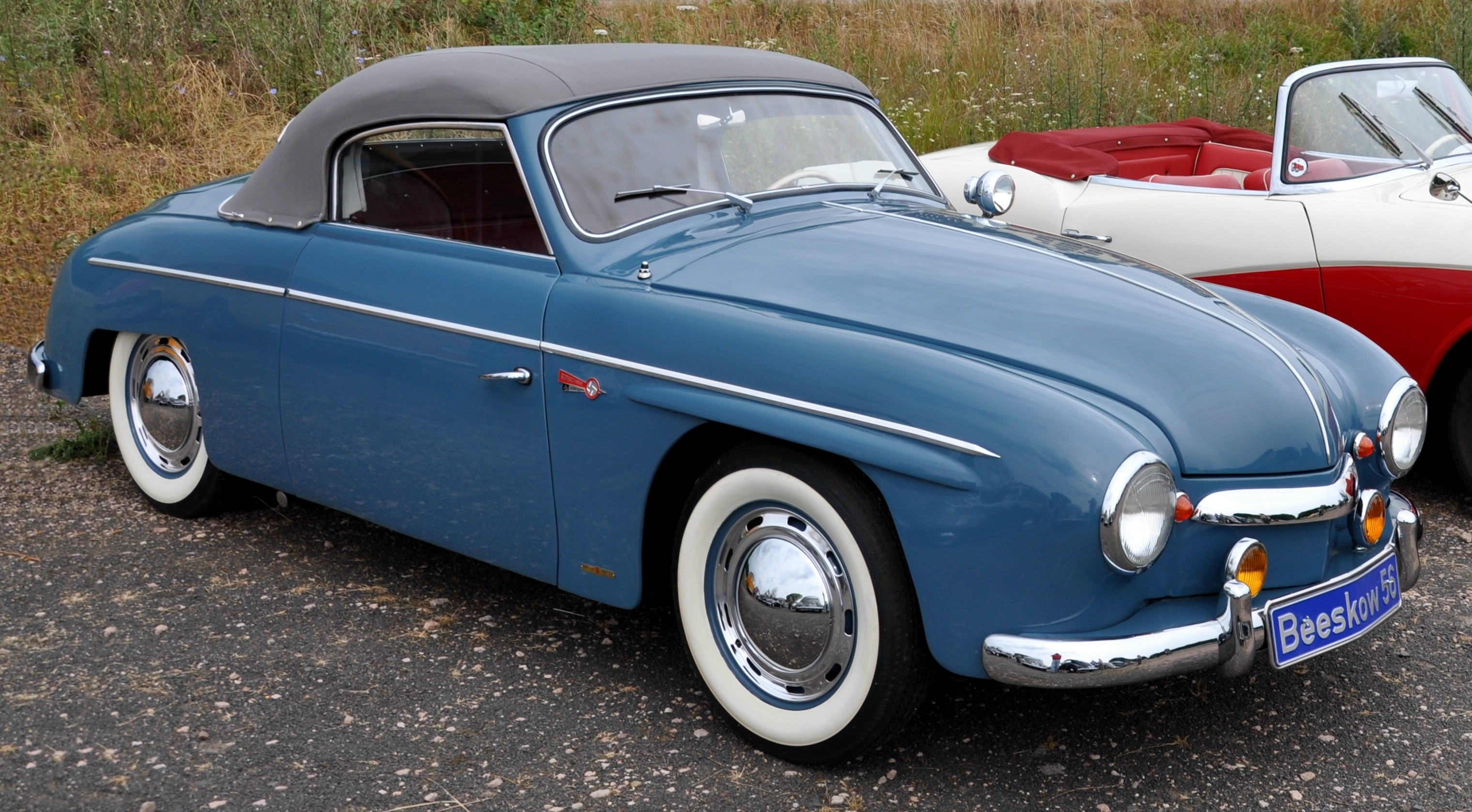
Rometsch Cabrio von 1956, Modell „Beeskow“ Hollywood Car

1949 arbeitete Beeskow für die Karl Deutsch GmbH in Köln an einem Cabriolet auf der Basis des Buckel-Taunus.
Dann kehrte er zurück an die Spree zu Fritz Rometsch, den er noch aus seiner Zeit bei Erdmann & Rossi kannte, beide Unternehmen hatten ihren Sitz in Halensee. Dort gelang Beeskow sein größter Wurf: ein Sportcoupé und ein Cabrio auf der Basis des Käferfahrgestells. Zu dieser Fahrzeugproduktion kam es eher zufällig, als der bei Rometsch neu eingestellte Karosseriebaumeister Beeskow dem alten Rometsch im Jahre 1949 Skizzen von einem von ihm entworfenen neuen Auto zeigte. Der Seniorchef war von diesen Entwürfen so begeistert, dass er eine Produktion dieses Kraftfahrzeugs in seiner Firma anordnete: Rometsch Modell Beeskow Cabriolet. In den Jahren 1954 und 1955 erhielt dieses Auto den „Grand Premier Prix“ beim Automobilsalon in Genf.
Die Berliner tauften das Fahrzeug liebevoll Banane. Neben Victor de Kowa nannten auch Gregory Peck und Audrey Hepburn eines der insgesamt 585 Fahrzeuge (Rometsch Baujahre 1950–1961, Coupés und Cabriolets, inklusive des Nachfolgemodells „Rometsch Lawrence“) aus Aluminium ihr eigen.
Auf der Berliner Autoschau 1951, die als 35. IAA gezählt wird, präsentierte sein Arbeitgeber Rometsch den Goliath 1100 als Coupé und als Cabrio aus Aluminium.
1953 wechselte Beeskow wieder an den Rhein zu Deutsch in Köln, wo er neben den Cabrio- und Coupé-Varianten der Borgward Isabella auch einige Cabrios auf der Basis von Ford 12m und 15m entwarf.

## Bei Karmann
1956 wechselte Beeskow nach Osnabrück zu Karmann, wo er die technische Entwicklung übernahm. In den Jahren seiner Tätigkeit wurden dort unter anderem entwickelt resp. in Lohnauftrag gefertigt: VW Karmann-Ghia (Weiterentwicklung), BMW-Coupés (Fertigung) und das Opel Diplomat V8 Coupé (Entw. und Fertigung). 1976, nach 51 arbeitsreichen Jahren als Karosseriegestalter, endete seine berufliche Laufbahn.